# Pandarus cranchii
Pandarus cranchii is een eenoogkreeftjessoort uit de familie van de Pandaridae. De wetenschappelijke naam van de soort is voor het eerst geldig gepubliceerd in 1819 door William Elford Leach.